# Оті (річка)
Оті — річка в Західній Африці. Річка протікає територіями Беніна, Буркіна-Фасо, Того та Гани.

## Географія
Бере початок при злитті річки Кунде з річкою Тику у горах Атакора в Беніні. Річка тече спершу північ, потім повертає на південний захід. У районі прикордонного трикутника «Бенін Буркіна Фасо Того». Оті перетинає державний кордон Беніна і Буркіна Фасо. Потім вона тече північним Того у південно-західному напрямі та потрапляє на територію Гани. Тут річка тече прямо на південь, вздовж того-ганського кордону поперемінно по ганській та тоголезькій території. Впадає на території Гани у водосховище Вольта.

## Опис
Довжина річки становить 900 кілометрів і належить до басейну Вольти. Площа водозбірного басейну власне Пенджарі (Оті) складає 72,900 км. Притоками її є річки Куртіагу, Арлі, Дудодо, Сінгу, Уке (Валі) та інші.